# Кайзер, Отто (богослов)
Отто Кайзер (нем. Otto Kaiser; 30 ноября 1924, Пренцлау — 14 декабря 2017) — немецкий учёный, богослов, педагог, профессор Марбургского университета. Доктор богословия (1956). Доктор философии (1962). Член-корреспондент Гёттингенской академии наук.

## Биография
Изучал медицину в Военно-медицинской академии в Берлине, позже — философию в Берлинском университете. Ученик Николая Гартмана.
Участник Второй мировой войны, служил на Восточном фронте, где получил ранение. Вернувшись на родину, продолжил изучать протестантскую теологию, востоковедение и философию в университете Тюбингена. Посещал лекции по евангелической теологии, психодиагностике и египтологии. С 1952 по 1954 год О. Кайзер был викарием в Балингене, с 1954 по 1958 год — доцент в Тюбингене.
В 1956 году получил степень доктора богословия, в 1962 году прошёл процесс хабилитации и стал доктором философии.
Преподавал в Марбургском университете, профессор богословия и заведующий кафедрой Ветхого Завета. Продолжатель идей Рудольфа Бультмана, одного из основоположников диалектической теологии.
Автор трёхтомной «Теологии Ветхого Завета», а также капитальных одно- и трёхтомных трудов «Введение в ветхозаветные исследования» на немецком языке; среди его многочисленных исследований тексты Книги Иова, Екклесиаста, Апокрифов и Книги Премудрости Иисуса, сына Сираховах.
О. Кайзер является ведущим учёным в области древней и современной философии, особенно Канта, Гегеля, а также Ницше, Платона и Аристотеля.

## Избранные труды
- Ideologie und Glaube. Eine Gefährdung christlichen Glaubens am alttestamentlichen Beispiel aufgezeigt. Radius, Stuttgart 1984. ISBN 3-87173-679-1
- Der Mensch unter dem Schicksal. Studien zur Geschichte, Theologie und Gegenwartsbedeutung der Weisheit (= Beihefte zur Zeitschrift für die Alttestamentliche Wissenschaft. Band 161). Walter de Gruyter, Berlin 1985, ISBN 3-11-010095-9
- Der Gott des Alten Testaments. Theologie des Alten Testaments. Wesen und Wirkung. Vandenhoeck & Ruprecht, Göttingen 1993—2003, ISBN 3-8252-2428-7 in 3 Bänden:

- vol. 1: Grundlegung, 1993. ISBN 3-8252-2024-9 (UTB). ISBN 3-525-03279-X
- vol. 2: Jahwe, der Gott Israels, Schöpfer der Welt und des Menschen, 1998. ISBN 3-8252-2024-9 (UTB) ISBN 3-525-03279-X
- vol. 3: Jahwes Gerechtigkeit, 2003. ISBN 3-8252-2392-2 (UTB) ISBN 3-525-03240-4

- Die alttestamentlichen Apokryphen. Eine Einleitung in Grundzügen. Kaiser / GVH, Gütersloh 2000. ISBN 3-579-02661-5
- mit Gottfried Adam und Otto Merk Einführung in die exegetischen Methoden. Kaiser / GVH, Gütersloh 2000. ISBN 3-579-02651-8; ISBN 3-579-02651-3
- Zwischen Athen und Jerusalem. Studien zur griechischen und biblischen Theologie, ihrer Eigenart und ihrem Verhältnis (= Beihefte zur Zeitschrift für die Alttestamentliche Wissenschaft. Band 320). Walter de Gruyter, Berlin/New York 2003 ISBN 3-11-017577-0
- Jenseits des Nihilismus. Christliche Existenz nach der Postmoderne. Radius, Stuttgart 2004. ISBN 3-87173-292-3
- Weisheit für das Leben. Das Buch Jesus Sirach übersetzt und eingeleitet. Radius, Stuttgart 2005. ISBN 3-87173-313-X
- Das Buch Hiob übersetzt und eingeleitet. Radius, Stuttgart 2006. ISBN 3-87173-363-6
- Der Prophet Jesaja, Kapitel 1-12. Vandenhoeck & Ruprecht, Göttingen 1981 (Altes Testament Deutsch Band 17).
- Des Menschen Glück und Gottes Gerechtigkeit. Studien zur biblischen Überlieferung im Kontext hellenistischer Philosophie. (Tria Corda Band 1), Mohr Siebeck, Tübingen 2007, ISBN 978-3-16-149471-0.
- Weihnachten im Osterlicht. Eine biblische Einführung in den christlichen Glauben, Radius, Stuttgart 2008.
- Gott. Mensch und Geschichte. Studien zum Verständnis des Menschen und seiner Geschichte in der klassischen, biblischen und nachbiblichen Literatur (= Beihefte zur Zeitschrift für die Alttestamentliche Wissenschaft. Band 413). Walter de Gruyter, Berlin/New York 2010, ISBN 978-3-11-022809-0.
- Die Weisheit Salomos übersetzt und eingeleitet. Radius, Stuttgart 2010, ISBN 978-3-87173-906-4.
- als Hrsg.: Dokumente einer Freundschaft in schwieriger Zeit. Hermann Hupfeld und Johann Wolfgang Bickell. Briefwechsel 1832—1848. Hrsg. und mit einer Einleitung versehen (= Veröffentlichungen der Historischen Kommission Hessen. Band XXIII/5). Historische Kommission Hessen, Marburg.

## Награды и отличия
- Офицерский Орден «За заслуги перед Федеративной Республикой Германия».
- Доктор Honoris causa Йенского университета
- Доктор Honoris causa Тартуского университета
- Доктор Honoris causa Зальцбургского университета